# ألبرت كونيل
ألبرت كونيل (بالإنجليزية: Albert Connell)‏ هو لاعب كرة القدم الكندية أمريكي، ولد في 13 مايو 1974 في فورت لودرديل في الولايات المتحدة.

## وصلات خارجية
- ألبرت كونيل على موقع مرجع كرة القدم المحترفة.كوم (الإنجليزية)